# Frank Martinus Arion
Pour les articles homonymes, voir Arion.
Œuvres principales
Dubbelspel (nl)
Frank Martinus Arion (né à Curaçao aux Antilles le 17 décembre 1936 et mort dans cette île le 28 septembre 2015) est un écrivain, poète et linguiste curaçaoan.
Il a travaillé aux Pays-Bas, au Suriname et aux Antilles néerlandaises et a écrit en néerlandais et en papiamento.
Le roman Dubbelspel (nl) (1973) est son premier livre et son plus grand succès public.

## Biographie
- Formation : Université de Leyde
- Conjoint : Trudi Guda (en)

## Récompenses et distinctions
- Prix Lucy B. et Cornelis W. van der Hoogt (1974)
- Chevalier de l'Ordre d'Orange-Nassau (1992)